# Obélix et Compagnie
Pour les articles homonymes, voir Obélix (homonymie).
Obélix et Compagnie est le vingt-troisième album de la bande dessinée Astérix, publié en 1976, scénarisé par René Goscinny et dessiné par Albert Uderzo.
Il a été pré-publié en 1976 dans l'hebdomadaire Le Nouvel Observateur.

## Résumé
Au camp romain de Babaorum, les troupes du centurion Biscornus sont remplacées par la nouvelle garnison du centurion Absolumentexclus. Cette relève a lieu le jour de l'anniversaire d'Obélix, qui reçoit, en guise de cadeau de la part de l'ensemble du village gaulois, la possibilité d'assommer à lui seul toute la nouvelle garnison romaine.
Jules César, informé de cette énième humiliation, demande conseil à ses sénateurs. Or, un jeune Romain ambitieux, Caius Saugrenus, lui propose de corrompre les irréductibles Gaulois, puisqu'il lui est impossible de les vaincre militairement. Ayant reçu carte blanche, Saugrenus se rend en Gaule et s'installe au camp de Babaorum chez le centurion Absolumentexclus.
Rencontrant Obélix dans la forêt, Saugrenus propose de lui acheter ses menhirs et lui fait miroiter le fait qu'il peut devenir riche et l'homme le plus important du village. Rapidement couvert de sesterces par le Romain, qui veut encore plus de menhirs, Obélix est obligé d'embaucher d'autres villageois pour l'aider dans son commerce nouvellement fleurissant : assistants, chasseurs de sangliers, etc. Il devient ainsi le moteur économique du village mais, trop occupé, il néglige son amitié avec Astérix et Idéfix. 
Saugrenus pousse Obélix à lui fournir toujours plus de menhirs et le conseille sur sa façon de travailler et de s'habiller : Obélix achète même toute la marchandise et le chariot d'un marchand ambulant, qu'il engage pour le conduire. Astérix et le druide Panoramix, consternés par la tournure des événements, décident de prendre à leur propre piège Obélix et Saugrenus : Astérix incite Ordralphabétix, Cétautomatix, Agecanonix et d'autres habitants à se lancer eux aussi dans la production de menhirs pour faire concurrence à Obélix. Au bout d'un certain temps, la moitié du village fait des menhirs et l'autre moitié nourrit la première. Saugrenus achète les menhirs de tous, ce qui agace le centurion Absolumentexclus. Mais Saugrenus lui ordonne de continuer à acheter les menhirs des Gaulois, pendant qu'il repart pour Rome auprès de César.
Celui-ci, s'il est ravi d'avoir vaincu les Gaulois, s'alarme des dépenses pour l'achat des menhirs qui mettent à mal l'économie de la République romaine. Saugrenus entreprend alors de revendre les menhirs au public romain grâce à une campagne de publicité extraordinaire. Mais la situation se complique : certains Romains, tel Malentendus, se mettent à produire eux-mêmes des menhirs romains, et provoquent une grève et une manifestation sur la voie appienne. Une gigantesque crise économique et sociale secoue la République tout entière, d'autres régions de l'empire se mettant également à fabriquer et à vendre des menhirs. Même le bateau des pirates coule à cause de cargaisons de menhirs trop lourdes.
César décide d'arrêter toutes les opérations de Saugrenus, qu'il renvoie sans ménagement à Babaorum pour stopper la production au plus vite. Vexés, les Gaulois, qui perdent leur principal client et se rendent enfin compte de la manœuvre, attaquent les Romains de Babaorum.
Tandis que la crise à Rome a dévalué le sesterce qui n'a plus de valeur, les Gaulois fêtent leur réconciliation lors du traditionnel banquet final.

## Personnages principaux
- Les habitants du village gaulois, dont : 
  - Astérix, guerrier,
  - Obélix, livreur de menhir,
  - Idéfix, chien d'Obélix,
  - Assurancetourix, barde,
  - Agecanonix, vieillard, puis marchand de menhirs concurrent d'Obélix,
  - Abraracourcix, chef du village,
  - Cétautomatix, forgeron, puis marchand de menhirs concurrent d'Obélix,
  - Ordralphabétix, poissonnier, puis marchand de menhirs concurrent d'Obélix,
  - Panoramix, druide,
  - Analgésix, chasseur, puis tailleur de menhir pour Obélix,
  - Monosyllabix, chasseur, puis tailleur de menhir pour Obélix,
  - Petitélégraphix, chasseur, puis tailleur de menhir pour Obélix,
  - Linguistix, chasseur pour Obélix,
  - Arrierboutix, chasseur pour Obélix,
  - Harenbaltix, chasseur pour Obélix,
  - Choucroutgranix, chasseur pour Obélix,
  - épouse d'Agecanonix, couturière pour Obélix,
  - Bonemine, épouse d'Abraracourcix,
  - Uniprix, marchand ambulant, puis livreur de menhir pour Obélix,
  - Iélosubmarine, poissonnière, épouse d'Ordralphabétix,
- Jules César, imperator romain,
- Biscornus, centurion du camp de Babaorum,
- Absolumentexclus, nouveau centurion du camp de Babaorum,
- Caius Saugrenus, jeune sénateur romain, « néarque » diplômé de la Nouvelle École d'Affranchis (NEA),
- Doicrochus, sénateur romain,
- Malentendus, producteur de menhirs romains,
- Les pirates, dont : 
  - Barbe-Rouge (non nommé), chef des pirates,
  - Triple-Patte (non nommé), pirate unijambiste disant des citations latines,
  - Baba (non nommé), vigie des pirates.

## Analyse

### Publication
Pré-publié, comme beaucoup d'histoires de ladite série, dans un journal non-spécialisé dans la bande-dessinée dès 1976, l'album sort aux éditions Dargaud (actuellement, les éditions Hachette) cette même année avec un tirage original de 1 300 000 exemplaires[réf. nécessaire].

### Scénario

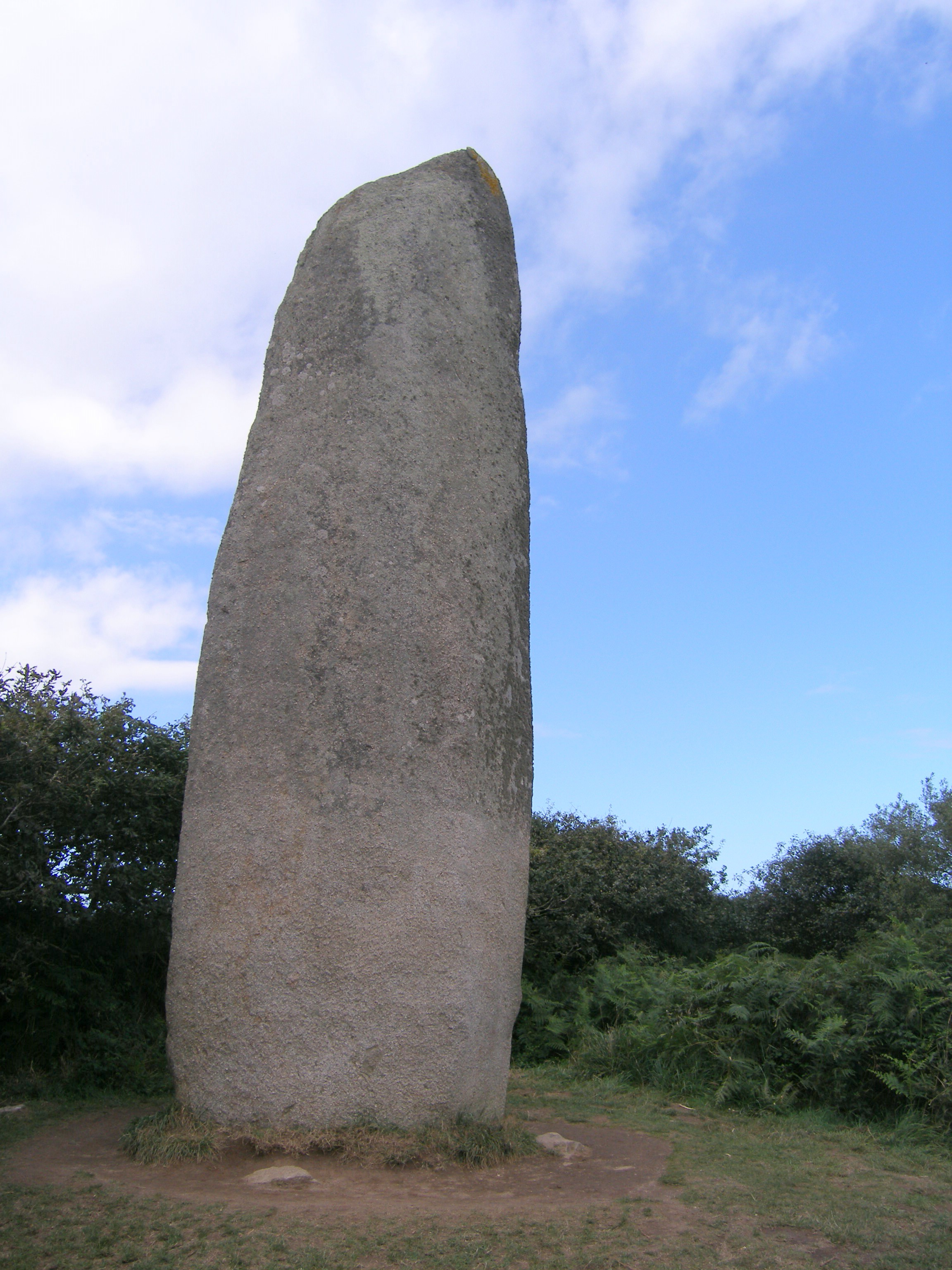
Le menhir de Kerloas, à Plouarzel (Finistère), le plus grand menhir (9,50 mètres) encore dressé de Bretagne.

Les auteurs parodient dans cet album le monde des affaires, du commerce, du marketing et de la publicité, à travers l'improbable activité professionnelle d'Obélix : la production et la commercialisation de menhirs.
Alors qu'il sera dit dans certains albums qui suivront qu'Astérix et Obélix sont nés le même jour et ont le même âge, les villageois fêtent ici uniquement l'anniversaire d'Obélix : en effet, l'idée de leurs naissances simultanées est postérieure à cet album.
On découvre de nouveaux habitants du village gaulois : Analgésix, Monosyllabix, Petitélégraphix, Linguistix, Arrierboutix, Harenbaltix, Choucroutgranix ; et un marchand ambulant, Uniprix.
Le conseiller de Jules César qui a le pied bandé n'a pas la jambe cassée, mais la goutte, maladie inflammatoire, qui peut survenir à cause d'un régime alimentaire trop riche et du manque d'activité physique, ce qui semble être son cas.
Caius Saugrenus, jeune sénateur « néarque » diplômé de la « Nouvelle École d'Affranchis (NEA) », a les traits de Jacques Chirac, alors figure montante de la politique française, diplômé de l'École Nationale d'Administration (ENA, promotion Vauban),, d'où sortent les énarques, souvent accusés de tous les maux en France : au moment de la parution de l'album, Jacques Chirac était Premier ministre depuis le 27 mai 1974 (gouvernement Jacques Chirac (1))  ; il deviendra président de la République française de 1995 à 2007. Il est dit que c'est la seule fois (sous la plume d'Uderzo et Goscinny) où un personnage de la série est représenté sous les traits d'un homme politique ; l'homme politique britannique Harold Wilson a pourtant été caricaturé à travers le personnage de Zebigbos dans Astérix chez les Bretons.
On croise aussi trois légionnaires anonymes qui ont les traits de Pierre Tchernia, René Goscinny et Albert Uderzo (le premier, trop ivre pour se déplacer, est porté par les deux autres), et Stan Laurel et Oliver Hardy,, en légionnaires devant décharger la cargaison de menhirs d'Obélix.
Uniprix, le marchand ambulant devenant cocher d'Obélix, vend des objets provenant de différentes villes antiques, qui font écho à des spécialités de villes actuelles : soie de Lugdunum (soie de Lyon), velours de Samarobriva (velours d'Amiens), sabliers de Vesontio (horloges de Besançon, telles que sa splendide horloge astronomique), et tissus à la mode de Lutèce (Paris, capitale de la mode). Le nom d'Uniprix est celui de l'enseigne de magasins Uniprix.
La 32e planche de l'album, décrivant l'exposé économique et commercial de Saugrenus à Jules César, à propos des menhirs à vendre, est particulière : il s'agit de la millième planche de la série de bandes dessinées Astérix. Pour l'occasion, à la fin de la planche, deux petits encadrés sont disposés : l'un est la signature « Uderzo & Goscinny », l'autre est « M : Albo notamba lapillo », litt. en latin « mille : à marquer d'une pierre blanche ». Une faute d'orthographe est volontairement commise, notanda est remplacé par notamba pour avoir l'homophonie « note en bas ».

### Chanson
- Je me sens rajeunir, parce que j'ai un menhir ! Si vous voulez un bel avenir, achetez un menhir…, chanté par des chanteurs dans le cirque Maxime.

### Citations latines
- Veni, vidi, vici (Je suis venu, j'ai vu, j'ai vaincu) : phrase prononcée par Caius Saugrenus, sous la forme « veni, vidi, et y en a vici ».
- Redde Caesari quae sunt Caesaris (Rends à César ce qui appartient à César) : phrase prononcée par Caius Saugrenus.
- Si vis pacem, para bellum (Si tu veux la paix, prépare la guerre) : phrase prononcée par Caius Saugrenus, sous la forme « si vis pacem, achète des menhirs ! ».
- Alea jacta est (Le sort en est jeté) : phrase prononcée par Jules César.
- Uti, non abuti (User, mais ne pas abuser) : phrase prononcée par le pirate Triple-Patte.